# Killer: A Journal of Murder (película)
Killer: A Journal of Murder (en España El corredor de la muerte, en Hispanoamérica Diario de un asesino) es una película dramática estadounidense escrita y dirigida por Tim Metcalfe. Está basada en la vida del asesino serial Carl Panzram, y usa pasajes de su autobiografía del mismo título. James Woods interpreta a Panzram y Robert Sean Leonard hace el papel de Henry Lesser. Otras estrellas incluidas en el filme son Ellen Greene como Elizabeth Wyatt, Cara Buono como Esther Lesser, Robert John Burke como R.G. Greiser y Richard Riehle como Warden Quince. También hace una aparición Michael Jeffrey Woods, el hermano menor de James Woods, como Harry Sinclair.
El filme fue lanzado oficialmente en cines por primera vez en Estados Unidos en 1996 a través de Legacy Releasing Corporation, aunque de manera limitada, y en Reino Unido en 1997 a través de First Independent Films, mientras que en España se lanzó a través de Ufilms. Se proyectó por primera vez en septiembre de 1995 en el Festival Internacional de Cine de Tokio. En Estados Unidos, recaudó $31, 993 en su primer fin de semana. La recaudación total en ese país fue de $65.682
El filme fue lanzado en VHS por primera vez en Holanda, a través de Arcade Movie Company, y en DVD en Japón a través de Beam Entertainment y Culture Publishers en 1998. En Canadá se lanzó en VHS a través de Malofilm Distribution, en Grecia a través de Nea Kinisi Video, en Alemania por VCL Communications y en Brasil a través de Top Tape. En 1997 se le dio un lanzamiento en VHS en Estados Unidos a través de Republic Pictures, quien también lanzó una versión en DVD en 2001 y una versión de DVD para pantalla ancha en 2006.

## Argumento
Durante el último de los tantos aprisionamientos por hurto, Panzram (James Woods) establece una extraña amistad con el guardia Henry Lesser (Robert Sean Leonard). Panzram le pide a Lesser que le provea de lápiz y papel y procede a escribir su historia de vida, en la que confiesa varios asesinatos. En ella, el único alivio es el de un gentil carcelero que cree firmemente en la rehabilitación y a quien Panzram parece haber tomado afecto. Sin embargo, sus acciones destrozan el programa de rehabilitación: Panzram viola a una mujer durante sus trabajos programados.
Luego de narrar su vida de homicidios y crímenes, y negándose a pedir perdón por sus actos, Panzram termina golpeando hasta la muerte a un guardia y es sentenciado a muerte. Lesser trata de convencer al ahora condenado Panzram a apelar su sentencia alegando insanidad, pero Panzram tercamente se niega y en una escena muestra claramente a Lesser la ira hacia su propia existencia gritando: "Quiero salir de este cuerpo, quiero irme de esta vida!"
Al final, Panzram cumple su voluntad y es ahorcado. En sus últimas horas vuelve a rehusar vehementemente cualquier pedido de clemencia, e incluso expulsa a un sacerdote que esperaba perdonar sus confesiones. Antes de su muerte, le pide a su verdugo que se apure, diciéndole: "Apúrate maldito bastardo, podría matar a 10 personas mientras tu pierdes el tiempo".
A pesar de mostrar evidente disgusto por los crímenes de Panzram, Lesser es tocado por su muerte. Durante todo el filme, la relación de Lesser con su esposa Esther (Cara Buono) también es levemente afectada. Es a ella a quien Lesser le cuenta sus experienciar al lidiar con la visión violenta y nihilista de Panzram, aunque a ella le cuesta entender a la gente con la que su esposa debe lidiar día a día en su trabajo.

## Reparto
- James Woods - Carl Panzram
- Robert Sean Leonard - Henry Menor
- Ellen Greene - Elizabeth Wyatt
- Cara Buono - Esther Menor
- Robert John Burke - R. G. Greiser
- Richard Riehle - Guardián De Membrillo
- Harold Gould - Viejo Henry Menor
- John Bedford Lloyd - Dr. Karl Menninger
- Jeffrey DeMunn - Sam Menor
- Conrad McLaren - El juez John W. Kingman
- Steve Forrest - Alcaide Charles Casey
- Richard Consejo - Cop
- Christopher Petrosino - Richard Menor
- Michael Jeffrey Woods - Harry Sinclair
- Rob Locke Jones - Adicto
- Raynor Scheine - Fiel
- Eddie Cairis - Joven Carl Panzram
- Seth Romatelli - Adolescente Carl Panzram
- Lili Taylor - Mujer en Speakeasy

## Producción
El guionista Tim Metcalfe encontró una copia del diario de Panzram en una tienda de libros usados, lo leyó y pasó los siguientes 5 años tratando de poner una historia en la gran pantalla.
Los lugares de filmación en Estados Unidos incluyeron a Connecticut y Rhode Island. Estos incluían sitios como Groton, New London y Norwich.
El filme fue dedicado a Sam Peckinpah ya que su película The Wild Bunch fue la que motivó a Metcalfe a convertirse en director. Esta película fue la primera dirección de Metcalfe. En 1999, el filme fue referenciado en la película "Tomorrow by Midnight", que contaba con Alexis Arquette.

## Elementos temáticos
La película emplea muchas retrospecciones para encarnar la vida adulta de Panzram y, aunque significativas, solo mencionan sus asesinatos muy brevemente y se concentra más en sus experiencias en prisión. En algunos de estos flasbacks, Woods narra los eventos leyendo directamente de las confesiones reales de Panzram. Seth Romatelli encarna a un joven Panzram durante estas escenas.

## Recepción de la crítica
La película recibió críticas diversas.
El escritor Kevin Thomas de Los Angeles Times describió el filme como "poderoso". Sintió que iba "más alla de mandar un mensaje para iluminar una remarcable amistad" y concluyó que "Woods es mejor que todo el filme, pero el filme es prácticamente él así que no importa".
La revista Time Out Film Guide alabó la actuación de Woods, haciendo hincapié en que "su papel es terriblemente vívido". Describiendo la película como "dura" y "áspera", el crítico indicó que el filme "nunca se aleja de las perturbadoras verdades que Panzram representa." Richard von Busack de Metroactive también aplaudió a Woods: "una actuación excepcional" e hizo alusión a la buena descripción que Metcalfe hizo de la "jerga de esos tiempos". Además describió a Woods como "el alma de la película" y alabó al filme por mantener un "equilibrio moral, sin llegar a ser un trapo de piso". Sin embargo, desaprobó los montajes retrospectivos, la música "excesivamente dramática" y "los inefectivos personajes femeninos".
Bob Strauss de Los Angeles Daily News describió el largometraje como "modesto y absorbente" e indicó que "muy tempranamente se establece su propia dureza y sus materiales particulares". Aunque señaló que la primera impresión del filme era la de un Dead Man Walking de "bajo presupuesto", concluyó: "Terminamos con un conocimiento íntimo de las mentes del simpático guardia Henry Lesser y del apabullante, aunque nunca menos de dolorosamente humano, Carl Panzram".
Para NitrateOnline.com, Carrie Gorringe elogió la "violenta y espéctacular performance" de Woods. Describiendo la película como "sorprendente", Gorringe comentó que el filme "provee un incómodo paquete de percepciones, no solo sobre la psicopatología del abuso familiar, sino también de las tenebrosas condiciones que existen en el sistema penal estadounidense. En una entrevista, Metcalfe expresó la creencia de que el largometraje enfatizaba más en el ingenuo liberalismo de Lesser y su inadecuada respuesta a la inalterada e irremediable maldad de Panzram quien, en sus escritos, inadvertidamente revela sus propias sospechas de que nació maligno. En mi opinión, este filme cumple efectivamente ambas tareas sin esfuerzo".
Roger Ebert del Chicago Sun Times opinó sobre la contratación de Woods como "una buena elección", alabando su "poderosa y morzad actuación". Sin embargo, Ebert sintió que la película era "muy vaga" en cuanto al pasado de Panzram, y que necesitaba "humanizar" mejor al personaje. El resumió: "Si quieres entender qué sucede en este filme, miren Butterfly Kiss. Deconstruirá lo que sucede, a medida que se mantiene opaco y perturbador, como debería".
Emmanuel Levy de Variety hizo hincapié en las "obligatorias secuencias de reos tercos y guardias crueles". Destacó el "íntegramente construido y siempre cambiante escenario" como algo "inteligente y sabio", pero agregó que el caso de Panzram era tal vez "muy complejo" para una adaptación. Levy sintió que el filme había fallado en "escarbar lo suficientemente profundo en la formación y el funcionamiento de una psiquis traumada, lo que debería haber sido el núcleo dramático. En cambio, Metcalfe convenientemente se conformó con una tarea menos ambiciosa, un filme sobre la relación entre dos opuestos".
El Spokesman-Review criticó al largometraje en enero de 1997, describiéndolo como un "intento serio" de retratar la historia de Panzram. El crítico elogió la actuación "patentada, al filo de los nervios" de Woods, pero criticó duramente a Metcalfe por su "inhabilidad de realizar una declaración convincente sobre la pena de muerte, si está a favor o en contra". Walter Addiego del San Francisco Examiner analizó el filme como un "querido y a veces chocante drama". Aunque el sintió que el largometraje era "un poco simplista", alabó su "afectivo tema central de la redención humana", como también las actuaciones de Woods y Leonard.
Mick LaSalle del San Francisco Chronicle criticó que el filme se haya enfocado en la relación entre Panzram y Lesser, cosa que él sintió como "una serie de encuentros estáticos". También dijo sentir que el guion no socababa profundamente en la historia, resultando en un "esfuerzo ligero". Sin embargo, elogió también a Woods, diciendo que era "siempre divertido de mirar" con "un par de momentos de inspiración". Michael Janusonis del Providence Journal destacó las "buenas actuaciones" de los dos actores protagónicos, pero sin embargo criticó al filme por la falta de "profundidad, rapidez y ritmo necesarios para tener un buen puntaje con la audiencia y la mayoría de los críticos".
PrisonMovies.net sintió que sin el "tratamiento simpático" de Lesser hacia Panzram, había "poco por lo que mantenerte interesado en cualquiera de los dos hombres". El crítico señaló la "casi nostálgica sensación de una prisión en la era de la depresión", pero cuestionó la historia: "Si Panzram no tuviera facciones redentoras, ambos hombres podrían ser fácilmente olvidados; el reo como un monstruo y su cuidador como un tonto. Y allí es donde yace el problema, si miramos la verdadera historia, Panzram mataba sin razón. Si nosotros supiéramos esto, cuando James Woods se dirige a la horca voluntariamente, clamando victoria por la justicia, ninguno de nosotros se preguntaría, como aparentemente lo hace Lesser, si hay algo mínimo en él que valga la pena salvar".
Movie-Vault.com comparó el filme con "The Sawshank Redemption", comentando que este último tenía más espíritu y moral. El crítico sintió que el largometraje dependía de la actuación de Woods, quien "falla completamente" y que además "no posee ni el carisma, la credibilidad o las características del hombre que está retratando, y al final termina resultando en una encarnación sin sentido de un hombre cuya vida, quizás, nunca siquiera ameritó el tratamiento de Hollywood en primer lugar".